# اسماعیل بن عیسی
اسماعیل بن عیسی (عربی: إسماعيل بن عيسى بن موسى الهاشمي) فرمانروای مصر در دوران خلافت عباسی بود.